# Qatar Ice Hockey Federation
Die Qatar Ice Hockey Federation ist der nationale Eishockeyverband Katars mit Sitz in Doha.

## Geschichte
Der Verband wurde 2010 gegründet und im Mai 2012 in die Internationale Eishockey-Föderation aufgenommen. Der Verband gehört zu den Vollmitgliedern der IIHF. Aktueller Präsident ist Khalil Al-Jabir. 